# Municipio de Ljusnarsberg
Ljusnarsberg (en sueco: Ljusnarsbergs kommun) es un municipio de la provincia de Örebro, en el centro-sur de Suecia. Su sede se encuentra en la localidad de Kopparberg. El municipio actual se formó en 1962 con la fusión de la parroquia de Ljusnarsberg con la ciudad de Kopparberg.

## Localidades
Hay dos áreas urbanas (tätort) en el municipio:
| # | Tätort     | Población |
| - | ---------- | --------- |
| 1 | Kopparberg | 3012      |
| 2 | Ställdalen | 478       |

## Ciudades hermanas
Ljusnarsberg está hermanado o tiene tratado de cooperación con:
- Aars, Dinamarca
- Lapinlahti, Finlandia
- Sunndalsøra, Noruega